# Pavlos Kountouriotis
Pavlos Kountouriotis (9 de abril de 1855 – 22 de agosto de 1935) foi um político grego. Ocupou o cargo de Presidente da Grécia por duas vezes, sendo a primeira de 25 de março de 1924 até 15 de março 1926 e a segunda de 24 de agosto de 1926 até 9 de dezembro de 1929.